# Polska (urodziłem się w Polsce)
Polska (urodziłem się w Polsce) – drugi album polskiej grupy muzycznej Złe Psy, wydany w 2012 (10 lat po premierze pierwszej płyty) nakładem wytwórni RDS Music.
Utwór „Deszcz z jednej łzy” stanowi akustyczną interpretację piosenki pod tym samym tytułem, zawartej na albumie Forever. Utwór „Oni zaraz przyjdą tu” jest coverem piosenki pod tym samym tytułem autorstwa grupy Breakout, opublikowanej na albumie Blues z 1971. Utwór „Graj Andrzej graj” stanowi interpretację kompozycji „Johnny B. Goode” autorstwa Chucka Berry’ego z 1958 roku (własne słowa utworu Złych Psów napisał Andrzej Nowak). „Jodyna”, pierwszy utwór w całości skomponowany przez Nowaka, to interpretacja wersji z płyty TSA pt. TSA w Trójce akustycznie.
Płyta została wydana także na Węgrzech.

## Lista utworów
Źródło:.
1. „Urodziłem się w Polsce” – 3:07
2. „Ogień, woda, diabeł” – 4:26
3. „Jodyna” – 2:16
4. „Leć ze mną” – 3:22
5. „Klucz” – 2:46
6. „Kiedy ona mnie zobaczy” – 3:33
7. „Już jadę” – 4:23
8. „Po drugiej stronie” – 5:36
9. „Dobosz” – 6:17
10. „Deszcz z jednej łzy” – 3:01
11. „Oni zaraz przyjdą tu” – 3:47
12. „Graj Andrzej graj” – 5:14
13. „Pinia” – 3:09

## Twórcy
- Andrzej Nowak – gitara, śpiew
- Jacek Kasprzyk – gitara, śpiew
- Paweł Mąciwoda – gitara basowa
- Paweł Nafus – gitara basowa
- Michał Bereźnicki – perkusja